# Melanolophia accurata
Melanolophia accurata là một loài bướm đêm trong họ Geometridae.